# Derbin Island
Derbin Island ist eine unbewohnte Insel der Krenitzin Islands, die zu den Aleuten gehören. Das kleine Eiland liegt nahe der Insel Tigalda.
Die Bezeichnung „Derbin“ stammt aus dem  Jahr 1935 und wurde von der U.S. Coast and Geodetic Survey aufgrund der Nähe zur Derbin-Straße gewählt, die zwischen Avatanak und Tigalda verläuft. Der Name Derbin wiederum ist eine Ableitung von „Derbenskoy“, die der russische Priester und Missionar Innokenti Weniaminow 1840 für diese Wasserstraße wählte.